# Emil Krauss (Mediziner)
Emil Krauss, auch Emil Krauß (* 29. März 1883 in Wildbad Kreuth; † 1949 in Bad Kissingen) war ein deutscher Admiralarzt der Kriegsmarine.

## Leben
Emil Krauss war ein Sohn des Hauptzollamtsoffiziers Eberhard Krauss und seiner Frau Dorothea, geb. Amschler. Er besuchte die Volksschule in Arzberg und bis Juli 1903 Gymnasien in Hof, Bayreuth und Würzburg.
Im ersten Semester als Medizinstudent an der Universität Würzburg trat er im Oktober 1903 als Einjährig-Freiwilliger in das 9. Infanterie-Regiment (Würzburg) in die Kaiserliche Armee ein. Seit 1903 gehörte er der Burschenschaft Germania Würzburg an. Im November 1906 bestand er das Physikum und am 14. Januar 1909 das medizinische Staatsexamen. Er arbeitete als Medizinalpraktikant an der chirurgischen Poliklinik des Juliusspitals und an den städtischen Krankenanstalten zu Elberfeld. 1911 promovierte er an der Universität Würzburg mit dem Thema Über den Wert der Calmett'schen Cobrareaktion zur Frühdiagnose der Tuberkulose.
Am 22. März 1913 wurde er Marine-Stabsarzt. Vom 1. April 1914 bis Ende Juni 1914 war er Flottillenarzt der Unterseebootflottille und bis Anfang Juni 1914 noch Schiffsarzt auf der Hamburg. Später im Jahr war er bis November 1914 Oberarzt der I. Werftdivision und zugleich Oberarzt des Festungslazaretts Kiel. Er kam bis April 1918 in das Sanitätsamt Kiel. Anschließend war er bis Kriegsende Assistent des Korpsarztes beim Marinekorps.
Nach dem Krieg wurde er in die Reichsmarine übernommen und hier am 1. Dezember 1924 erst Marine-Oberstabsarzt und am 1. April 1929 noch Marine-Generaloberarzt. Am 1. Juli 1931 zum Marine-Generalarzt befördert, war er im gleichen Jahr Chefarzt im Marinelazarett Kiel-Wik.